# Diaea puncta
Diaea puncta är en spindelart som beskrevs av Karsch 1884. Diaea puncta ingår i släktet Diaea och familjen krabbspindlar. Inga underarter finns listade i Catalogue of Life.